# Uschi Demler
Uschi Demler ist eine ehemalige deutsche Fußballspielerin.

## Karriere
Demler gehörte dem TuS Wörrstadt als Abwehrspielerin an, mit dem sie am 8. September 1974 im Mainzer Bruchwegstadion das erste Finale um die Deutsche Meisterschaft bestritt. Die vom Bonner Schiedsrichter Walter Eschweiler geleitete Begegnung mit der DJK Eintracht Erle wurde mit 4:0 gewonnen. Beim Stand von 3:0 wurde sie in der 43. Minute für Ursel Petzold ausgewechselt. Auch bei der Premiere des DFB-Pokal-Wettbewerbs erreichte sie mit ihrer Mannschaft über das Achtel-, Viertel- und Halbfinale am 2. Mai 1981 das Finale, das im Stuttgarter Neckarstadion jedoch mit 0:5 gegen die SSG 09 Bergisch Gladbach verloren wurde.

## Erfolge
- Deutscher Meister 1974
- DFB-Pokal-Finalist 1981